# Джонг, Кен
Кендрик Ганджо Чон (англ. Kendrick Kang-Joh «Ken» Jeong; род. 13 июля 1969, Детройт, Мичиган, США) — американский стендап комик, актёр кино и телевидения, бывший врач. Наиболее известен по ролям в сериале «Сообщество» и серии фильмов «Мальчишник в Вегасе», «Мальчишник 2: Из Вегаса в Бангкок» и «Мальчишник: Часть III». Он играл главную роль в комедийном сериале ABC «Доктор Кен», в котором также был создателем, сценаристом и исполнительным продюсером. Джонг является лицензированным врачом, но прекратил практику ради своей актёрской карьеры.

## Биография

### Ранние годы и образование
Джонг родился в Детройте, Мичиган в семье южнокорейских иммигрантов. Он рос в Гринсборо, Северная Каролина, и посещал среднюю школу Уолтера Хайнса, где принимал участие в команде Quiz Bowl (конкурс на основе викторины, который тестирует игроков по широкому кругу академических предметов), играл на скрипке в оркестре и был избран в студенческий совет. В 16 лет окончил обучение, заработав награду «Greensboro’s Youth of the Month Award». Джонг окончил Университет Дьюка в 1990 году и получил степень доктора медицины в школе медицины Университета Северной Каролины в Чапел-Хилл в 1995 году.

### Медицина
Джонг закончил свою ординатуру по внутренним болезням в медицинском центре Окснер в Новом Орлеане, параллельно развивая свои навыки в стендапе. Кен является лицензированным врачом в Калифорнии, но больше не практикует медицину, отказавшись от неё в пользу своей актёрской карьеры.

### Кино и телевидение
Джонг выиграл «Big Easy Laff-Off» в 1995 году, в жюри которого были президент NBC Брэндон Тартикофф и основатель франшизы комедийных клубов «The Improv» Бадд Фридман, и оба они позвали Кена переехать в Лос-Анджелес. Он начал регулярно выступать в «The Improv» и «Laugh Factory». После переезда в Лос-Анджелес, он в течение нескольких лет практиковал медицину в качестве врача в больнице Kaiser Permanente в Вудленд-Хиллз.
История Джонга в театре и импровизации началась, когда он ещё был студентом-медиком в Северной Каролине. Он регулярно выступал на открытых микрофонах в микрорайоне Роли-Дарем. Он также вёл программу «The Comedy Spot» на кампусе Дьюка в 1992 и 1993 годах, в которой начинали Маргарет Чо, Джефф Данэм и другие. Его работа в стендапе привела к появлению на нескольких телевизионных шоу, в том числе «Офис», «Красавцы» и «Умерь свой энтузиазм».
Он дебютировал в фильме Джадда Апатоу «Немножко беременна» в роли доктора Куни, которая оказалась его прорывом. С этого момента он смог перейти от медицины к полноценной карьере в индустрии развлечений. Впоследствии он появился в «Ананасовый экспресс: Сижу, курю», «Взрослая неожиданность», «Всё о Стиве», «Продавец», «Формула любви для узников брака», «Мой парень из зоопарка», «Трансформеры 3: Тёмная сторона Луны», «Мальчишник в Вегасе», «Мальчишник 2: Из Вегаса в Бангкок» и «Мальчишник: Часть III».
Джонг сыграл сеньора Бена Чанга в сериале NBC «Сообщество», за что был номинирован в номинации «Male Breakout Star» на Teen Choice Awards в 2010 году. Кен был номинирован на две премии MTV Movie & TV Awards 2010 года, выиграв в номинациях «Best WTF Moment» и «Лучший кинозлодей» за роль в «Мальчишник в Вегасе». Осенью 2010 года Джонг снялся как Slim Chin в маркетинговой кампании Adidas в сфере баскетбола, наряду со звёздами НБА Дуайтом Ховардом и Дерриком Роузом. 22 мая 2011 года он вёл Billboard Music Awards 2011 в Лас-Вегасе на ABC и поучаствовал в кампании «Hands Only CPR» Американской сердечной ассоциации 15 июня 2011 года.
Джонг выиграл премию Streamy Award в номинации «Лучшее гостевое появление» в сериале «Жгучая любовь».
В 2013 году он появился в «Кровью и потом: Анаболики» Майкла Бэя в роли мотивационного оратора Джонни Ву и вернулся в значительно расширенной роли мистера Чоу в «Мальчишник: Часть III».
Джонг и Джейми Фокс заключили необычное неформальное соглашение, по которому каждый согласился сниматься в фильмах, написанных и созданных другим. Фокс согласился сыграть главную роль в новом фильме «После выпускного», продюсером которого будет Джонг, а Кен будет играть главную роль в комедии Джейми «Звёздный уикенд».
В 2015 году Джонг снялся в главной роли, выступил сценаристом и исполнительным продюсером медицинского комедийного сериала ABC «Доктор Кен». Он исполнил в нём роль врача HMO, который пытается найти баланс между своей карьерой, браком и воспитанием детей.
С 2018 по 2020 год актера можно было увидеть в таких проектах, как «Безумно богатые азиаты», «30 безумных желаний» и «Мстители: Финал». В 2021 году вышла анимационная комедия «Пончары. Глобальное закругление», в которой Джонг озвучил персонажа Клэранса. В марте того же года на широкие экраны вышел научно-фантастический боевик «День курка» при участии актера.

## Личная жизнь
Джонг женат на американке вьетнамского происхождения Чан Хо, которая тоже является врачом, практикуя в семейной медицине. Она пережила рак молочной железы. У них двое детей — дочери-близнецы Алекса и Зоуи, родившиеся в 2007 году.

## Фильмография

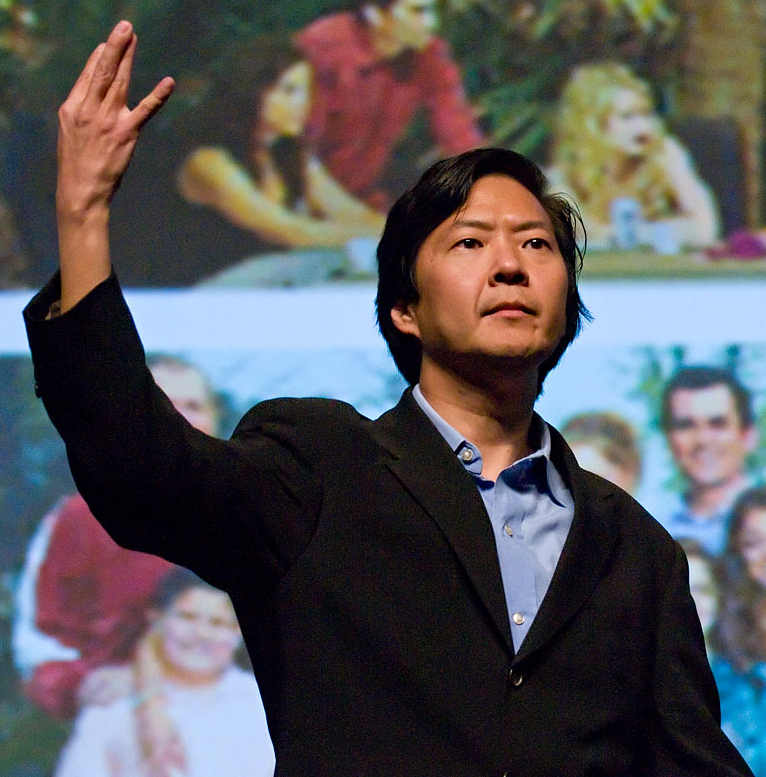
Джонг в 2010 году

### Кино
| Год  | Название на русском                 | Название на английском            | Роль                    | Примечания                               |
| ---- | ----------------------------------- | --------------------------------- | ----------------------- | ---------------------------------------- |
| 2007 | Немножко беременна                  | Knocked Up                        | доктор Куни             |                                          |
| 2008 | Сводные братья                      | Step Brothers                     | агент по найму          |                                          |
| 2008 | Ананасовый экспресс: Сижу, курю     | Pineapple Express                 | Кен                     |                                          |
| 2008 | Взрослая неожиданность              | Role Models                       | Король Арготрон         |                                          |
| 2009 | Мальчишник в Вегасе                 | The Hangover                      | Лесли Чау               |                                          |
| 2009 | Продавец                            | The Goods: Live Hard, Sell Hard   | Тедди Данг              |                                          |
| 2009 | Всё о Стиве                         | All About Steve                   | Ангус                   |                                          |
| 2009 | Формула любви для узников брака     | Couples Retreat                   | психотерапевт #2        |                                          |
| 2010 | Как заняться любовью с женщиной     | How to Make Love to a Woman       | Кёртис Ли               |                                          |
| 2010 | Месть пушистых                      | Furry Vengeance                   | Нил Лайман              |                                          |
| 2010 | Гадкий я                            | Despicable Me                     | ведущий ток-шоу         | мультфильм (озвучивание)                 |
| 2010 | Вампирский засос                    | Vampires Suck                     | Даро                    |                                          |
| 2011 | Большие мамочки: Сын как отец       | Big Mommas: Like Father, Like Son | почтальон               |                                          |
| 2011 | Мой парень из зоопарка              | Zookeeper                         | Веном                   |                                          |
| 2011 | Мальчишник 2: Из Вегаса в Бангкок   | The Hangover Part II              | Лесли Чау               |                                          |
| 2011 | Трансформеры 3: Тёмная сторона Луны | Transformers: Dark of the Moon    | Джерри Ванг             |                                          |
| 2011 | Маппеты                             | The Muppets                       | ведущий «Punch Teacher» | камео                                    |
| 2013 | Кровью и потом: Анаболики           | Pain & Gain                       | Джонни Ву               |                                          |
| 2013 | Мальчишник: Часть III               | The Hangover Part III             | Лесли Чау               |                                          |
| 2013 | Восторг Палуза                      | Rapture-Palooza                   | Бог                     |                                          |
| 2013 | Гадкий я 2                          | Despicable Me 2                   | Флойд Лысыйсан          | мультфильм (озвучивание)                 |
| 2013 | Турбо                               | Turbo                             | Ким Лу                  | мультфильм (озвучивание)                 |
| 2014 | Птицы рая                           | Birds of Paradise                 | Винни                   | мультфильм (озвучивание), выпущен на DVD |
| 2014 | Пингвины Мадагаскара                | Penguins of Madagascar            | Порох                   | мультфильм (озвучивание)                 |
| 2015 | Выгода                              | Advantageous                      | Хан                     | также продюсер                           |
| 2015 | Простушка                           | The DUFF                          | мистер Артур            |                                          |
| 2015 | Ковбои Ктауна                       | Ktown Cowboys                     | в роли себя             | камео                                    |
| 2016 | Норм и Несокрушимые                 | Norm of the North                 | мистер Грин             | мультфильм (озвучивание)                 |
| 2016 | Миссия в Майами                     | Ride Along 2                      | Эй-Джей                 |                                          |
| 2017 | Убить Хассельхоффа                  | Killing Hasselhoff                | Крис Ким                |                                          |
| 2018 | Безумно богатые азиаты              | Crazy Rich Asians                 | Го Вэй Мун              |                                          |
| 2018 | Вылеты                              | Departures                        | офицер Эл               |                                          |
| 2018 | Спасение Зоуи                       | Saving Zoe                        | доктор Галлахер         |                                          |
| 2018 | В другом месте                      | Elsewhere                         | Феликс                  |                                          |
| 2018 | Ужастики 2: Беспокойный Хеллоуин    | Goosebumps 2: Haunted Halloween   | мистер Чу               |                                          |
| 2019 | Волшебный парк Джун                 | Wonder Park                       | Купер                   | мультфильм (озвучивание)                 |
| 2019 | Мстители: Финал                     | Avengers: Endgame                 | Охранник                | камео                                    |
| 2019 | Леди и Бродяга                      | Lady and the Tramp                | Врач                    | камео                                    |
| 2020 | Оккупация: миссия «Дождь»           | Occupation: Rainfall              | Бад Миллер              |                                          |
| 2020 | Мой шпион                           | My Spy                            | Дэвид Ким               |                                          |
| 2021 | Пончары. Глобальное закругление     | Extinct                           | Клэранс                 | мультфильм (озвучивание)                 |
| 2021 | День курка                          | Boss Level                        | шеф-повар Джейк         |                                          |
| 2021 | Том и Джерри                        | Tom & Jerry                       | Джеки                   |                                          |
| 2023 | Рай для дурака                      | Fool's Paradise                   | Ленни                   |                                          |
| 2024 | Мой шпион: Вечный город             | My Spy: The Eternal City          | Дэвид Ким               |                                          |
| 2024 | Сеанс в 16:30                       | The 4:30 Movie                    | менеджер Майк           |                                          |

### Телевидение
| Год       | Название на русском                                                | Название на английском                           | Роль                                                      | Примечания                                                                  |
| --------- | ------------------------------------------------------------------ | ------------------------------------------------ | --------------------------------------------------------- | --------------------------------------------------------------------------- |
| 1997      | Новый Орлеан                                                       | The Big Easy                                     | доктор Танг                                               | Эпизод: «Night Music»                                                       |
| 2001      | Канал Даунера                                                      | The Downer Channel                               | хозяин магазина                                           | Эпизод: «1.2»                                                               |
| 2002      | Девушки, которые плохо себя ведут                                  | Girls Behaving Badly                             |                                                           | Постоянная роль                                                             |
| 2003      | Седрик «Развлекатель» представляет                                 | Cedric the Entertainer Presents                  | Азиатский гром                                            | 1 эпизод                                                                    |
| 2003—2005 | Безумное телевидение                                               | Mad TV                                           | Разные роли                                               | 4 эпизода                                                                   |
| 2004      | Любовники                                                          | Significant Others                               | гинеколог                                                 | Эпизод: «An Ache, a Fake & Forgot to Brake»                                 |
| 2004      | Расследование Джордан                                              | Crossing Jordan                                  | Стив Чой                                                  | Эпизод: «Slam Dunk»                                                         |
| 2004      | Основа для жизни                                                   | Grounded for Life                                | хозяин                                                    | Эпизод: «I’m Looking Through You»                                           |
| 2005      | 2,5 человека                                                       | Two and a Half Men                               | медбрат                                                   | Эпизод: «Woo-Hoo, a Hernia Exam!»                                           |
| 2005      | Офис                                                               | The Office                                       | Билл                                                      | Эпизод: «E-mail Surveillance»                                               |
| 2005      | Разум Менсиа                                                       | Mind of Mencia                                   | Кен                                                       | 1 эпизод                                                                    |
| 2006      | Три удара                                                          | Three Strikes                                    | переводчик Ройдо                                          | Эпизод: «Pilot»                                                             |
| 2006      | Красавцы                                                           | Entourage                                        | менеджер кафе                                             | Эпизод: «The Release»                                                       |
| 2007      | Щит                                                                | The Shield                                       | Скип Осака                                                | Эпизод: «Back to One»                                                       |
| 2007      | Умерь свой энтузиазм                                               | Curb Your Enthusiasm                             | человек в джерси с № 1                                    | Эпизод: «The Anonymous Donor»                                               |
| 2007      | Юристы Бостона                                                     | Boston Legal                                     | коронер Мирон Окубо                                       | Эпизод: «The Innocent Man»                                                  |
| 2008      | Долго и счастливо                                                  | 'Til Death                                       | доктор Парк                                               | 2 эпизода                                                                   |
| 2008      | Худшая неделя моей жизни                                           | Worst Week                                       | Фил                                                       | 2 эпизода                                                                   |
| 2009      | WWE Raw                                                            | WWE Raw                                          | ведущий/в роли себя                                       | Эпизод: «3 August 2009»                                                     |
| 2009—2011 | Американский папаша!                                               | American Dad!                                    | доктор Перлмуттер/Бутч Джонсон                            | 3 эпизода, мультфильм (озвучивание)                                         |
| 2009      | Мастера вечеринок                                                  | Party Down                                       | Алан Дак                                                  | 2 эпизода                                                                   |
| 2009      | Американские гладиаторы                                            | American Gladiators                              | Чак Норрис                                                | 1 эпизод                                                                    |
| 2009      | Мужчины среднего возраста                                          | Men of a Certain Age                             | Куо                                                       | Эпизод: «Pilot»                                                             |
| 2009—2015 | Сообщество                                                         | Community                                        | Бен Чанг                                                  | 92 эпизода                                                                  |
| 2010      | Игроки                                                             | Players                                          | Руфус Рэмзи                                               | Эпизод: «Induction Day»                                                     |
| 2012      | Портал доктора Франкенштейна                                       | Mary Shelley’s Frankenhole                       | Хайралиус                                                 | Эпизод: «Maly Sherrey’s Hyralius, Mutant Monster!», кукольный (озвучивание) |
| 2012      | Жгучая любовь                                                      | Burning Love                                     | балерина                                                  | 2 эпизода                                                                   |
| 2012—2016 | Закусочная Боба                                                    | Bob’s Burgers                                    | доктор Яп                                                 | 5 эпизодов, мультфильм (озвучивание)                                        |
| 2013      | Кунг-фу панда: Удивительные легенды                                | Kung Fu Panda: Legends of Awesomeness            | суперинтендант Ву                                         | 2 эпизода, мультфильм (озвучивание)                                         |
| 2013—2014 | Салливан и сын                                                     | Sullivan & Son                                   | Джейсон                                                   | 2 эпизода                                                                   |
| 2013      | Предостерегающая рождественская музыкальная сказка Келли Кларксона | Kelly Clarkson’s Cautionary Christmas Music Tale | менеджер Келли                                            | Телевизионный спешл                                                         |
| 2013      | Мэрон                                                              | Maron                                            | в роли себя                                               | Эпизод: «Sponsor»                                                           |
| 2013—2014 | Турбо: Молниеносная команда                                        | Turbo FAST                                       | Ким Лу                                                    | 2 эпизода                                                                   |
| 2014      | Красотки в Кливленде                                               | Hot in Cleveland                                 | доктор                                                    | Эпизод: «Stayin' Alive»                                                     |
| 2014      | Конь БоДжек                                                        | BoJack Horseman                                  | доктор Аллен Ху                                           | Эпизод: «Downer Ending», мультфильм (озвучивание)                           |
| 2015      | Хор                                                                | Glee                                             | Пирс Пирс                                                 | Эпизоды: «What the World Needs Now», «A Wedding»                            |
| 2015—2017 | Доктор Кен                                                         | Dr. Ken                                          | Кен Парк                                                  | 44 эпизода; также создатель, сценарист и исполнительный продюсер            |
| 2015      | Робоцып                                                            | Robot Chicken                                    | Ричи Каннингем                                            | Эпизод: «Ants on a Hamburger», мультфильм (озвучивание)                     |
| 2016      | Колесо фортуны                                                     | Wheel of Fortune                                 | доктор Кен                                                | Эпизод: «Fun and Fit 5», телеигра                                           |
| 2016      | Трудности ассимиляции                                              | Fresh Off the Boat                               | Ген                                                       | 2 эпизода                                                                   |
| 2016      | Лига справедливости                                                | Justice League Action                            | Игрушечник                                                | Эпизод: «Play Date», мультфильм (озвучивание)                               |
| 2017      | Король утёнок                                                      | P. King Duckling                                 | Ли                                                        | Эпизод: «A Day with a Panda», мультфильм (озвучивание)                      |
| 2017      | Рождественская история в прямом эфире!                             | A Christmas Story Live!                          | человек-рождественская ёлка/владелец китайского ресторана | Телевизионный спешл                                                         |
| 2017      | Америка ищет таланты                                               | America’s Got Talent                             | приглашённый судья Моро                                   | 13-й сезон                                                                  |
| 2019-н.в. | Певец в Маске                                                      | The Masked Singer USA                            | член жюри/в роли самого себя                              | Постоянный член жюри американской версии шоу                                |
| 2020      | Певец в Маске                                                      | The Masked Singer UK                             | член жюри/в роли самого себя                              | Временный член жюри британской версии шоу, позже заменили на Донни Осмонда  |
| 2020-2021 | Танцор в маске                                                     | The Masked Dancer USA                            | член жюри/в роли самого себя                              | Постоянный член жюри американской версии шоу                                |
| 2021      | Постановка                                                         | Staged                                           | В роли самого себя                                        |                                                                             |